# Dangin
Dangin is een plaats in de regio Wheatbelt in West-Australië. Het ligt 160 kilometer ten oosten van Perth, 62 kilometer ten oosten van York en 10 kilometer ten zuidwesten van Quairading. In 2021 telde Dangin 31 inwoners tegenover 283 in 2006.

## Geschiedenis
Ten tijde van de Europese kolonisatie vormde de streek het grensgebied tussen de Balardong en Njakinjaki dialectgroepen van de Nyungah Aborigines. De waterbron 'Dangin Springs' was een ontmoetingsplaats voor de Aborigines. Volgens vroege verslagen waren de contacten tussen de eerste kolonisten en de Aborigines vriendschappelijk maar het is waarschijnlijk dat gezien veel waterbronnen in de landerijen van de kolonisten werden opgenomen er sprake was van veel onteigeningen. In 1836 nam veeteler Stephen Parker een lease op nabij Dangin Springs. Zijn zoon Edward Parker vestigde er zich in 1859, bouwde de hofstede 'Dangin Park' en had tegen 1863 een pad van York naar 'Dangin Park' vrij gemaakt.
Edward Parkers zoon Jonah Parker nam de leiding van het station in 1888 over, verbeterde en vergrootte het. In 1892 was er een eucalyptusolie-distillerie in bedrijf. In 1902 besloot Parker het station op te splitsen en het dorpje Dangin te stichten. Toen hij in 1914 overleed, bestond Dangin uit een bank, school, postkantoor, gemeenschapshuis ('Agricultural Hall'), methodistische kerk, het Temperance Hotel, vijf winkels en twaalf woningen. De spoorweg tussen York en Bruce Rock bereikte Dangin in 1908 en er werd een nevenspoor aangelegd. In de jaren 1930 werden er door de CBH Group graansilo's geplaatst om vervoer van graan in bulk mogelijk te maken.
In 1920 werden de Dangin-landerijen in 19 kavels opgedeeld ten behoeve van de Soldier Settlement Schemes. Na de Tweede Wereldoorlog won Quarading en verloor Dangin aan belang.
In 1949 sloot de school de deuren. De leerlingen werden van toen af met een bus naar een nabijgelegen school vervoerd. Reizigersvervoer over het spoor hield in Dangin begin jaren 1950 op te bestaan en werd vervangen door busdiensten. Rond 1950 werd het 'Temperance Hotel' afgebroken.
Pas in 1959 werd het dorp officieel gesticht. De naam Dangin zou zijn afgeleid van het Aborigineswoord 'Danjin' wat "plaats waar de Djanja (Hakea) groeit" zou hebben betekend. In de jaren 1980 werden de graanverwerkingsfaciliteiten van CBH Group gesloten. De graantreinen rijden nog door Dangin maar de boeren brengen hun graan naar de CBH Group-faciliteiten in Quairading.
In 1988 werd Australiës tweehonderdjarig bestaan gevierd en een erfgoedwandeling langs de historische plaatsen van Dangin uitgestippeld.

## Toerisme
- De Dangin heritage walk trail is een bewegwijzerde wandeling met informatiepanelen langs het plaatselijke erfgoed en de historisch belangrijke plaatsen.[10]
- De Quairading District Heritage Trail is een historische autoroute door het district Shire of Quairading waarvan Dangin deel uitmaakt en die er van start gaat.[11]

## Transport
Via de Quairading-York Road kan Great Southern Highway bereikt worden. De GE2 busdienst van Transwa die tussen Perth en Esperance rijdt doet het nabijgelegen Quairading eenmaal per week aan.
Dangin ligt langs de spoorweg tussen York en Bruce Rock waarover enkel nog graantreinen van CBH Group rijden.

## Klimaat
Dangin kent een warm mediterraan klimaat, Csa volgens de klimaatclassificatie van Köppen. De gemiddelde jaarlijkse temperatuur bedraagt 17,2 °C en de gemiddelde jaarlijkse neerslag ligt rond 372 mm.

## Galerij

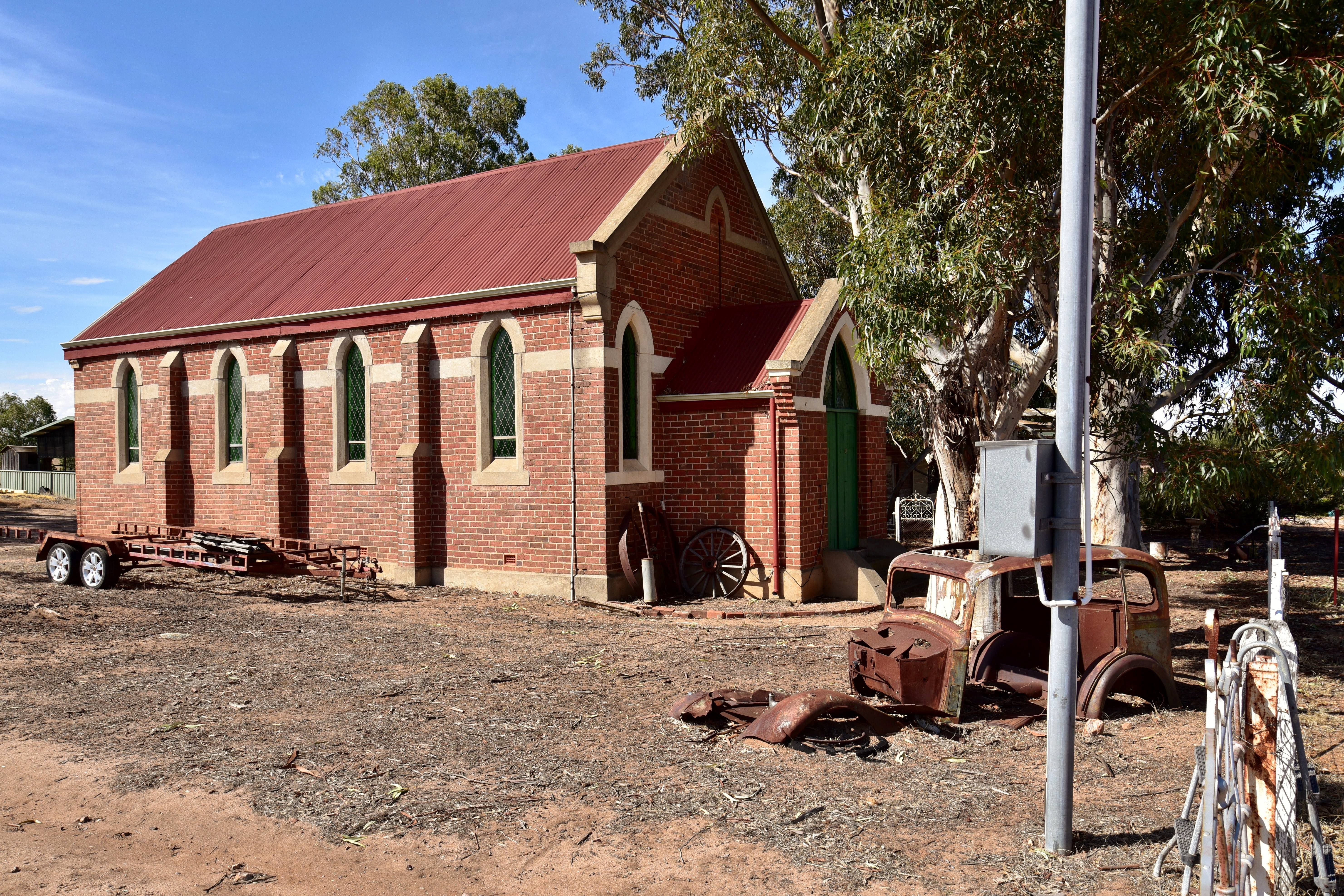
voormalige methodistenkerk uit 1927
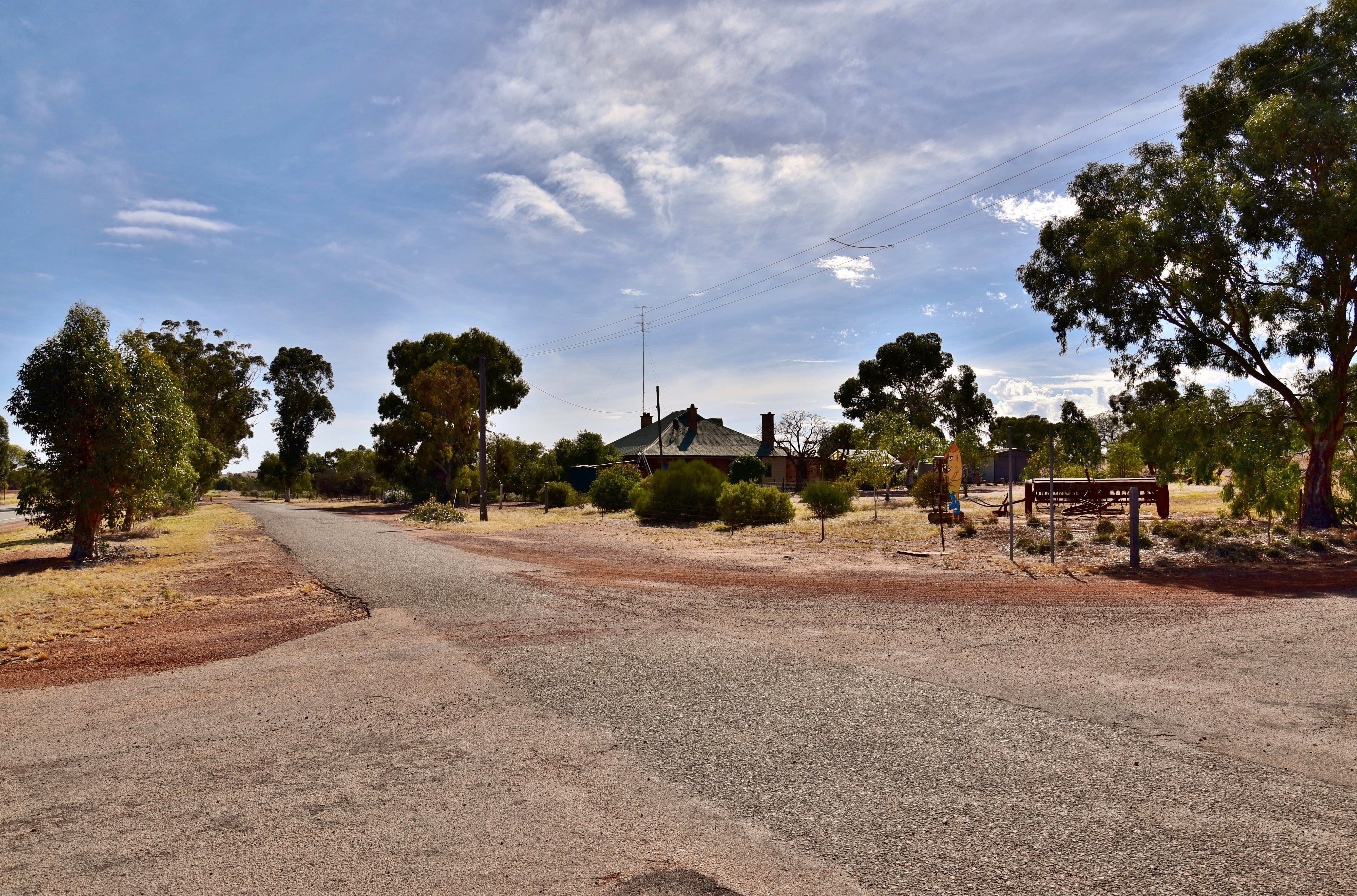
'Brockman Street'

Aldersyde · Amery · Ardath · Arthur River · Baandee · Babakin · Badgingarra · Badjaling · Bailup · Bakers Hill · Balkuling · Ballaying · Ballidu · Beacon · Beenong · Beermullah · Bejoording · Belka · Bencubbin · Bendering · Benjaberring · Beverley · Bilbarin · Bindi Bindi · Bindoon · Bodallin · Bolgart · Bonnie Rock · Boolading · Booraan · Brookton · Bruce Rock · Bullaring · Bullfinch · Bulyee · Bungulla · Buntine · Burakin · Burracoppin · Cadoux · Calingiri · Campion · Caraban · Carrabin · Cataby · Cervantes · Chandler · Chittering · Clackline · Cold Harbour · Congelin · Coomberdale · Copley · Corrigin · Cowcowing · Crossman · Cuballing · Culbin · Cunderdin · Dalwallinu · Dandaragan · Dangin · Darkan · Dattening · Dongolocking · Doodlakine · Dowerin · Dudinin · Dumbleyung · Duranillin · Dwarda · Ejanding · Elabbin · Erikin · Gabbin · Gingin · Goomalling ·  Grass Valley · Greenhills · Guilderton · Gwambygine · Harrismith · Highbury · Hines Hill · Holt Rock · Hyden · Jelcobine · Jennacubbine · Jennapullin · Jitarning · Jurien Bay · Kalannie · Karlgarin · Kellerberrin · Kondinin · Kondut · Koojan · Koolyanobbing · Koorda · Korbel · Korrelocking · Kukerin · Kulin · Kulja · Kulyaling · Kunjin · Kununoppin · Kweda · Kwelkan · Kwolyin · Lancelin · Lake Brown · Lake Grace · Lake King · Ledge Point · Manmanning · Marvel Loch · Meckering · Meenaar · Merredin · Miling · Minnivale · Mogumber · Mokine · Moodiarrup · Mooliabeenee · Moora · Moorine Rock · Moorumbine · Moulyinning · Mount Hardey · Mount Kokeby · Mount Walker · Muchea · Mukinbudin · Muntadgin · Nalya · Nangeenan · Narembeen · Narrogin · New Norcia · Newdegate · Nilgen · Nokaning · North Bannister · Northam · Nukarni · Nungarin · Pantapin · Piawaning · Piesseville · Pingaring · Pingelly · Pithara · Popanyinning · Quairading · Quindanning · Regans Ford · Seabird · Shackleton · Southern Cross · Spencers Brook · Tammin · Tincurrin · Toodyay · Trayning · Varley · Wagin · Walebing · Walgoolan · Wandering · Wannamal · Watheroo · Welbungin · West Dale · West Toodyay · Westonia · Wialki · Wickepin · Wilbinga · Williams · Wongan Hills · Woodridge · Wubin · Wundowie · Wyalkatchem · Yealering · Yelbeni · Yellowdine · Yilliminning · Yerecoin · York · Yorkrakine · Yornaning · Yoting · Youndegin